# Miryam Roperová
Miryam Roper-Yearwood, (* 26. června 1982, Cáchy, Německo) je reprezentantka Německa v judu. Po otci má panamský původ.

## Sportovní kariéra
S judem začínala jako malá dívka v Cáchách. V 18 letech se přesunula do Leverkusenu, kde zápasila za klub TSV Bayer v bundeslize.
Na velký podnik se však řadu let neprosazovala kvůli Yvonne Bönish a dalším. V roce 2007 si odbyla premiéru na univerziádě v Bankoku, ale její kariéru přibrzdilo vážné zranění ramene v olympijském roce 2008. Dokázala však vytrvat, v roce 2010 se stala součástí armádního tréninkového programu judistů v Kolíně a v roce 2011 v 29 letech startovala poprvé na mistrovství světa. V roce 2012 se kvalifikovala na olympijské hry v Londýně, ale formu optimálně nevyladila a vypadla v prvním kole. V roce 2014 byla krátce světovou jedničkou v lehké váze.

## Výsledky
| Turnaj             | 2011       | 2012       | 2013       | 2014       |
| Turnaj             | 29         | 30         | 31         | 32         |
| Turnaj             | lehká váha | lehká váha | lehká váha | lehká váha |
| ------------------ | ---------- | ---------- | ---------- | ---------- |
| Olympijské hry     | –          | úč.        | –          | -          |
| Mistrovství světa  | 5.         | –          | 3.         | úč.        |
| Mistrovství Evropy | úč.        | 3.         | úč.        | 2.         |